# ماريا إيلينا أفيلا
ماريا إيلينا أفيلا (بالإنجليزية: María Elena Avila)‏ هي رائدة أعمال وصاحبة مطعم أمريكية، ولدت في 18 أبريل 1953 في ولاية غواناخواتو في المكسيك.